# 48 (число)
Вижте пояснителната страница за други значения на 48.
48 (четиридесет и осем) е естествено, цяло число, следващо 47 и предхождащо 49.
Четиридесет и осем с арабски цифри се записва „48“, а с римски цифри – „XLVIII“. Числото 48 е съставено от две цифри от позиционните бройни системи – 4 (четири) и 8 (осем). Дели се на 1, 2, 3, 4, 6, 8, 12, 16, 24 и 48.

## Общи сведения
- 48 е четно число.
- 48 е атомният номер на елемента кадмий.
- 48-ият ден от годината е 17 февруари.
- 48 е година от Новата ера.
- 48 месеца са 4 години.